# Dictator jacksoni
Dictator jacksoni är en skalbaggsart som beskrevs av Gilmour 1947. Dictator jacksoni ingår i släktet Dictator och familjen långhorningar. Inga underarter finns listade i Catalogue of Life.